# Bartolomeo Bulgarini
Bartolomeo Bulgarini ou Bartolomeo di Misser Bolgarino ou Bolgarini (né en 1300 ou 1310 à Sienne, Toscane, mort le 4 septembre 1378 dans la même ville, est un peintre italien gothique de l'école siennoise du XIVe siècle.
Avant qu'il ne puisse être identifié par son nom et son travail, certaines de ses œuvres ont été regroupées sous les noms de Ugolino Lorenzetti ou Maître de l'Ovile. 

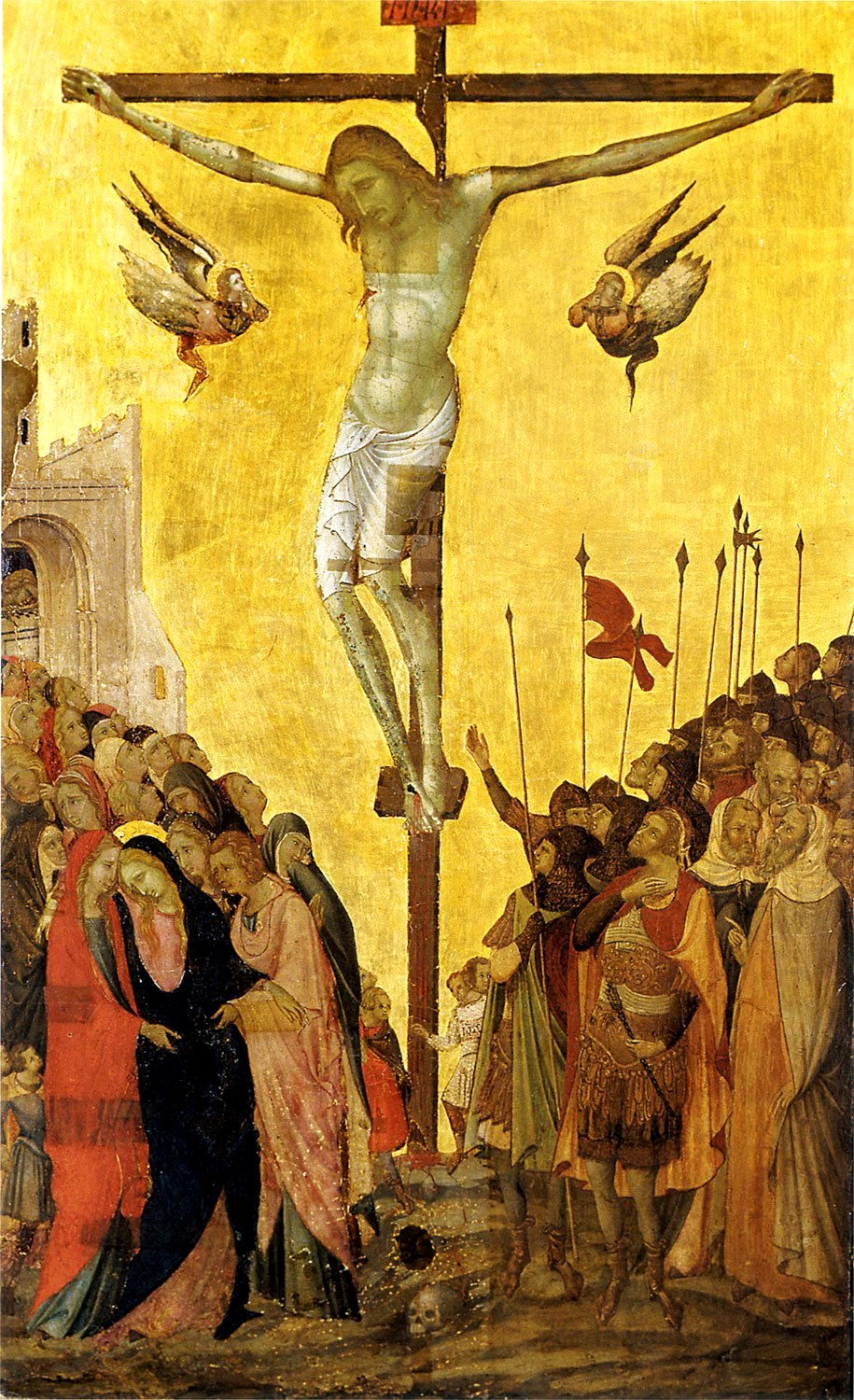
Crucifixion - 1330 env.

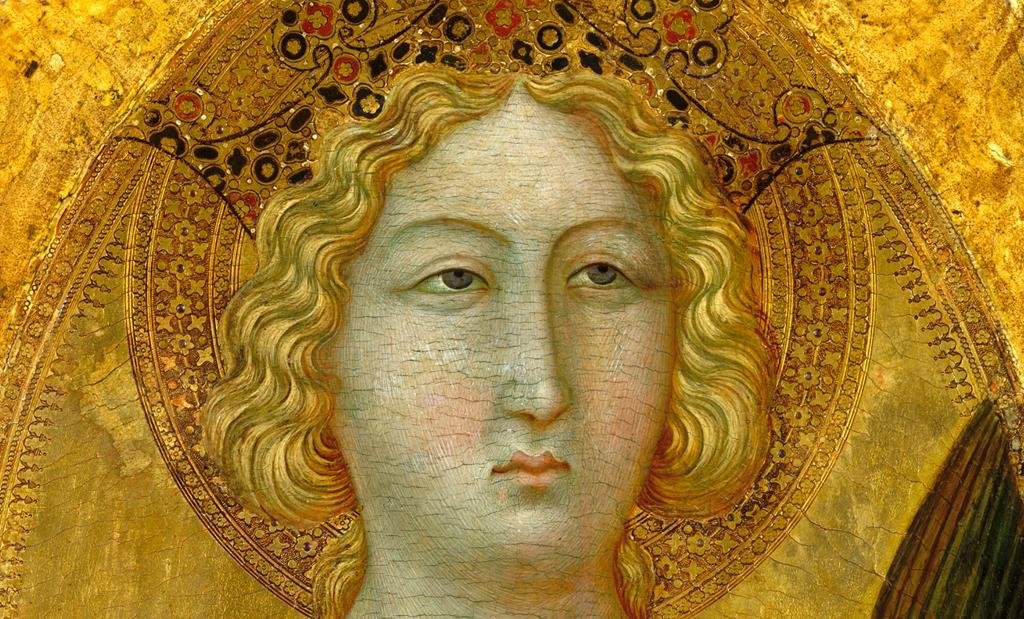
Sainte Catherine (détail),(1335), National Gallery of Art,Washington

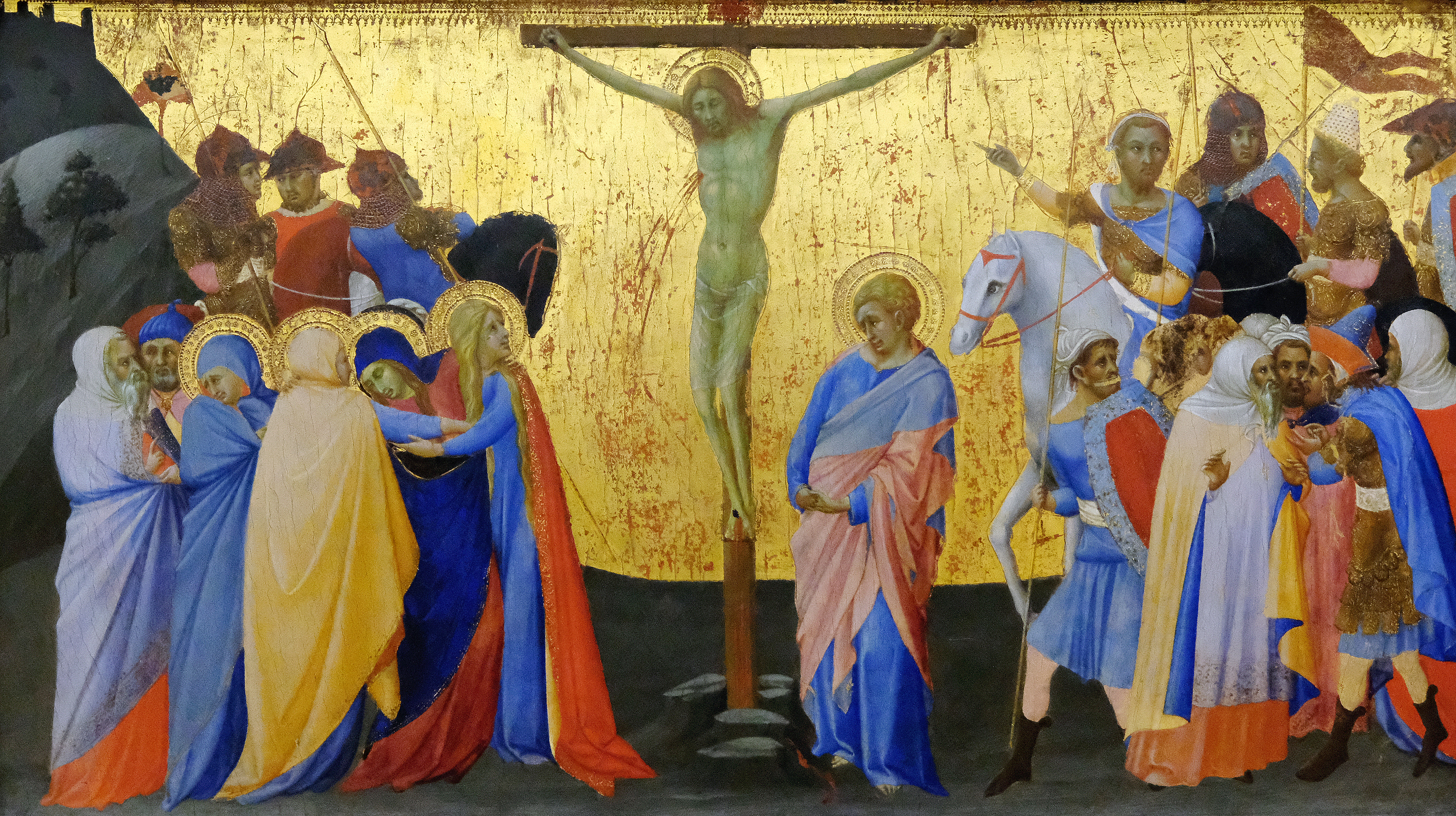
La crucifixion (vers 1350-1351), musée du Louvre, Paris.

## Biographie
Selon Milard Meiss, Ugolino-Lorenzetti devrait être identifié avec Bartolomeo Bulgarini, connu par des documents de 1345 à 1378 et auteur d'une tablette de la Biccherna (1353, à l'Archivio di Stato de Sienne).
Bulgarini a sans aucun doute été un artiste de grand talent, puisque Vasari témoigne de son renom dans Le Vite.

## Controverses
Selon Milard Meiss, Ugolino Lorenzetti devrait être identifié comme Bartolomeo Bulgarini, connu par des documents de 1345 à 1378 et auteur d'une tablette de la Biccherna (1353, à l'Archivio di Stato de Sienne).

## Œuvres
- La Vierge de l’Assomption et saint Thomas (1360), tempera sur panneau, 205 cm × 112 cm, Pinacothèque nationale de Sienne.
- Tablette peinte de Biccherna (1353), archives de la ville de Sienne.
- Tablette peinte de Biccherna (1329), Kunstgewerbemuseum, Berlin.
- Tablette peinte de Biccherna, Bibliothèque nationale de France, Paris.
- Crucifixion (vers 1330), Musée de l'Ermitage, Saint-Pétersbourg.
- Sainte Catherine (1335), National Gallery of Art, Washington.
- Saint Matthias et saint Thomas (vers 1350), tempera sur bois, Metropolitan Museum of Art, New York.
- L'Adoration des mages, (1350), Fogg Art Museum, Harvard.
- La Crucifixion (vers 1350-1351), musée du Louvre, Paris.
- Vierge d'humilité, Rijksmuseum, Amsterdam.
- Triptyque du Saint Sauveur, (vers 1369), Église Santa Maria Maggiore, Tivoli

## Sources
- Les « Primitifs  italiens » (Histoire de l'art), L’école de Sienne, peintres et œuvres, Bartolomeo Bulgarini
- The Burlington Magazine for Connoisseurs, Vol. 69, No. 404 (Nov., 1936), pp. 242
- Millard Meiss, Painting in Florence and Siena After the Black Death, The Arts, Religion, and society in the mid-fourteenth century page 148